# Efrapeptine
Efrapeptinen zijn peptiden, die als secundaire metabolieten door schimmels behorend tot het geslacht Tolypocladium worden geproduceerd. Ze hebben mitochondrische ATPase remmende, insecticidische en fungicidische eigenschappen. Voorbeelden van schimmels, die deze stoffen produceren, zijn de soorten Tolypocladium inflatum en Tolypocladium geodes.
Er zijn de efrapeptine A, B, C, D, E, F, G, H, I en J. Efrapeptine F verschilt bijvoorbeeld van D door een aminozuurresidu en F heeft een alanine op de plaats waar D een glycine heeft.
Efrapeptinen hebben 15 aminozuren en bestaan uit:
- Efrapeptine A: N-acetyl-L-Pip-AIB-L-Pip-AIB-AIB-L-Leu-beta-Ala-Gly-AIB-AIB-L-Pip-AIB-Gly-L-Leu-L-Iva-AIB-X.
- Efrapeptine C: N-acetyl-L-Pip-AIB-L-Pip-AIB-AIB-L-Leu-beta-Ala-Gly-AIB-AIB-L-Pip-AIB-Gly-L-Leu-AIB-X
- Efrapeptine D: N-acetyl-L-Pip-AIB-L-Pip-AIB-AIB-L-Leu-beta-Ala-Gly-AIB-AIB-L-Pip-AIB-Gly-L-Leu-L-Iva-X
- Efrapeptine E: N-acetyl-L-Pip-AIB-L-Pip-Iva-AIB-L-Leu-beta-Ala-Gly-AIB-AIB-L-Pip-AIB-Gly-L-Leu-L-Iva-X
- Efrapeptine F: N-acetyl-L-Pip-AIB-L-Pip-AIB-AIB-L-Leu-beta-Ala-Gly-AIB-AIB-L-Pip-AIB-Ala-L-Leu-L-Iva-X
- Efrapeptine G: N-acetyl-L-Pip-AIB-L-Pip-Iva-AIB-L-Leu-beta-Ala-Gly-AIB-AIB-L-Pip-AIB-Ala-L-Leu-L-Iva-X

Pip = pipecolinezuur, AIB = 2-Amino-2-methylpropaanzuur, Leu = Leucine, Iva = Isovaline, Gly = Glycine. Substituut X = isobutyl[2,3,4,6,7,8-hexahydro-1-pyrrolo]1,2-a[pyrimidinyl]ethylamine. L = L-configuratie.